# Koninkrijk Essex
Het Koninkrijk Essex (Est Seaxna) was een van de zeven traditionele Angelsakische koninkrijken (Heptarchie) van Engeland en werd rond het jaar 500 gesticht. Het koninkrijk Essex bestond bij benadering uit het tegenwoordige Essex, Hertfordshire en Middlesex.
Het koninkrijk Essex werd in het noorden begrensd door de rivier de Stour en het Koninkrijk East Anglia, in het zuiden door de rivier de Theems en het Koninkrijk Kent, in het westen door het Koninkrijk Mercia, en in het oosten vormde de Noordzee de grens.
Het koninkrijk Essex wordt voor het eerst genoemd in een beschrijving over de aankomst van bisschop (en later heilige) Mellitus van Canterbury in Londen in 604. Het genoemde gebied bevatte tevens de twee voormalige provinciale Romeinse hoofdsteden Colchester en Londen. Voor een korte periode in de 8e eeuw omvatte het koninkrijk Essex tevens het koninkrijk Kent, maar in 812 kwam het grootste gedeelte van het koninkrijk -inclusief Londen- zelf onder heerschappij van het koninkrijk Mercia, en werd het een hertogdom. Na de nederlaag van koning Beornwulf rond 825 kwam Essex onder de heerschappij van koning Egbert van Wessex. In 870 werd Essex weer afgestaan door Wessex, middels het Verdrag van Wedmore, aan het Danelaw-koninkrijk East Anglia.

## Lijst van koningen van Essex
Het koningshuis van Essex claimde afstammelingen te zijn van de god Seaxneat, dit in tegenstelling tot de overige Saksen die zich afstammelingen noemen van de god Wodan.

De data, de namen en feiten over de eerste heersers over Essex (evenals de andere heersers in de heptarchie) zijn meestal aannames.
East Anglia · Essex · Kent · Mercia · Northumbria · Sussex · Wessex